# Melenci
Melenci (en serbe cyrillique : Меленци ; en hongrois : Melence) est une localité de Serbie située dans la province autonome de Voïvodine et sur le territoire de la Ville de Zrenjanin, district du Banat central. Au recensement de 2011, elle comptait 5 956 habitants.
Melenci est officiellement classé parmi les villages de Serbie.

## Géographie

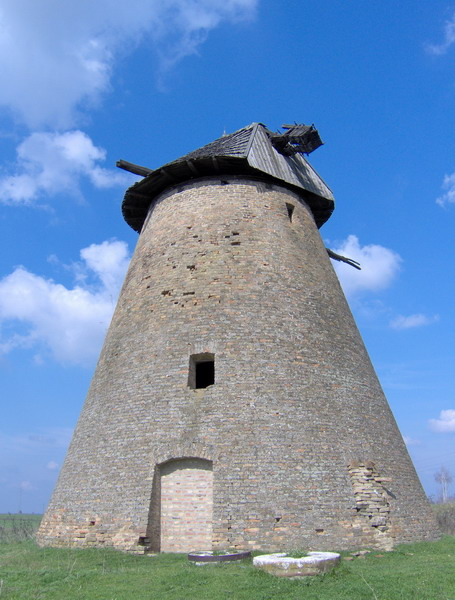
Moulin à vent à Melenci

## Démographie

### Évolution historique de la population
| 1948  | 1953  | 1961  | 1971  | 1981  | 1991  | 2002  | 2011  |
| ----- | ----- | ----- | ----- | ----- | ----- | ----- | ----- |
| 8 447 | 8 363 | 8 254 | 8 008 | 7 685 | 7 270 | 6 737 | 5 956 |

|  |

## Monuments culturels et culture
Melenci possède plusieurs édifices inscrits sur la liste du patrimoine culturel de Serbie. L'église Saint-Nicolas figure parmi les monuments culturels de grande importance (identifiant no SK 1198) ; elle a été construite dans la seconde moitié du XVIIIe siècle  et son iconostase et ses trônes ont peints 1806 et 1816 par Arsenije Teodorović, l'un des représentants les plus célèbres de l'école classique serbe, ; les fresques sont dues à Nikola Aleksić et ont été réalisées en 1864.

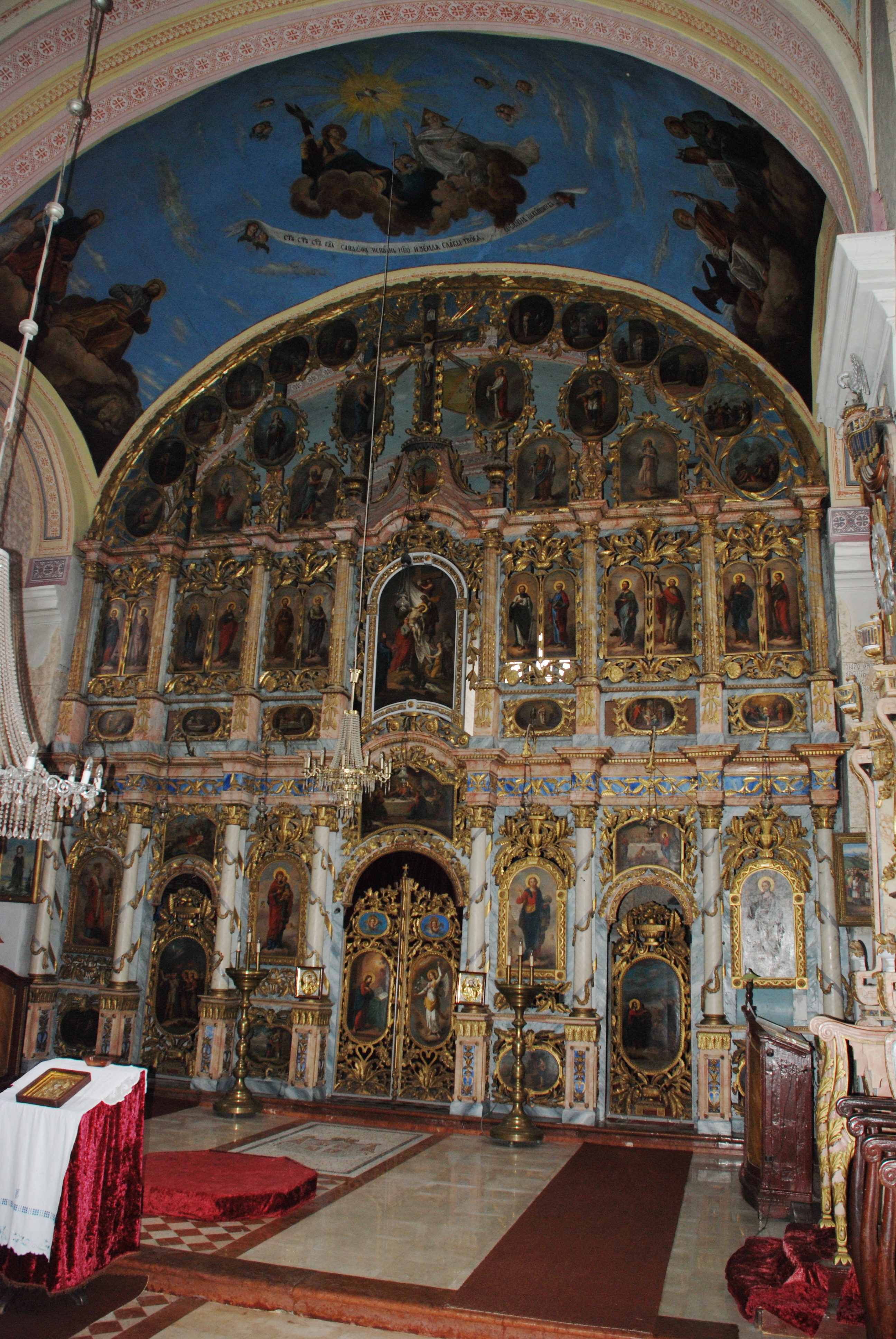
L'iconostase de l'église Saint-Nicolas.
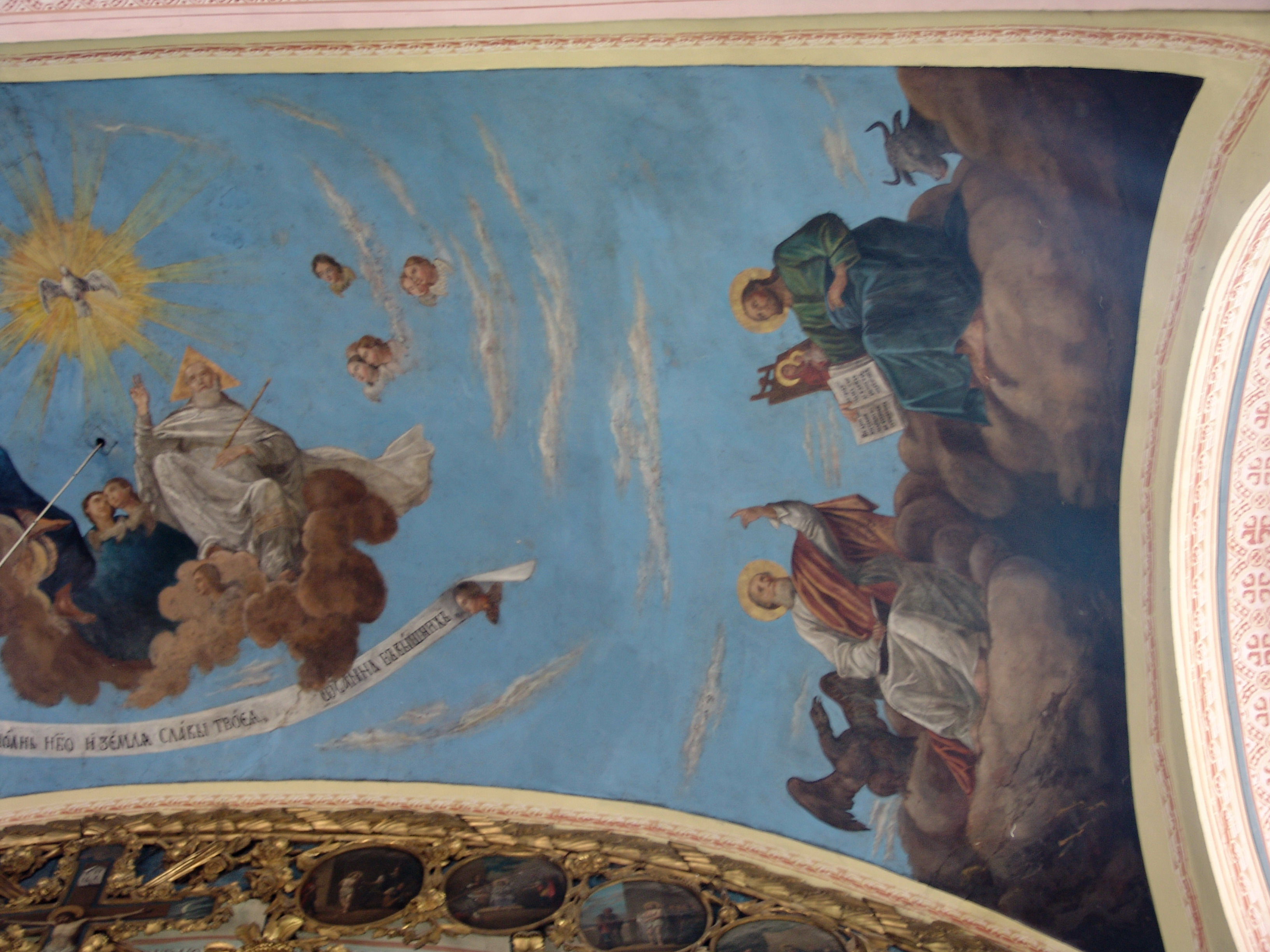
Détail d'une fresque de la voûte dans l'église Saint-Nicolas.

## Personnalité
- L'historien et académicien Čedomir Popov est né à Melenci[7].